# 강만수
강만수(姜萬洙, 1945년 6월 30일(음력 5월 21일)~)는 대한민국의 경제 관료이다. 서울대학교 법학과 출신으로 부가가치세 신설, 금융실명제 도입, 금융시장자율화와 개방 등을 담당하였고, IMF 경제위기 때 재정경제원 차관이었다. 이명박대통령후보의 747공약을 기획하였고, 이명박 정부의 초대 기획재정부 장관으로 재직했다.

## 이력
경상남도 합천 출생으로 1965년 경남고를 수석 졸업하고, 1969년 서울대 법학과에서 학사 학위 취득하였다. 1970년 행정고시(8회) 재경직에 수석 합격한 뒤 국세청에서 공직을 시작하였다. 1985년에서 1988년 주미국 한국대사관 재무관(뉴욕 주재)을 역임하였다.
1986년 뉴욕 주재 재무관 재임 시 부가가치세 도입을 위해 함께 일한 IMF의 테이트 재정국 부국장이 써준 추천서의 도움으로 전공인 법학 대신 경제학 선택으로 뉴욕대 대학원에 입학했다. 뉴욕대학교 대학원은 저녁 6시부터 강의가 시작되어 월스트리트 금융기관의 사람이 많이 다니는 곳이었다. 1987년 뉴욕대(NYU) 대학원에서 계절학기를 포함하여 다섯학기 만에 경제학 석사학위를 받았다.
1988년년에서 1993년까지 재무부 보험국장·이재국장·국제금융국장을 거쳤으며, 1994년~1995년 재무부 및 재정경제원 세제실장으로 일하였다.
1995년~1996년 제14대 관세청장, 1996년~1997년 통상산업부 차관을 역임하였다.
1997년~1998년 제4대 재정경제원 차관으로 일하였다. 1999년 한국무역협회 상근부회장을 역임하였으며, 2000년 디지털경제연구소 이사장을 지냈다.
2004년 한나라당의 제 17대 국회의원 공천심사위원으로 일하기도 했다. 1999년 시조문학지 겨울호를 통해 '그리움'이란 시조로 문단에 등단하기도 했다. 합천문학회의 회원이기도 하다.

2008년 2월 29일~2009년 2월 9일 재정경제부와 기획예산처가 통합된 기획재정부의 초대 장관으로 이명박 정부의 첫 경제 수장을 맡았다.
2009년 1월 19일 기획재정부 장관을 퇴임한 뒤, 대통령 경제특별보좌관 겸 국가경쟁력강화위원장으로 활동하였다. 2009년 미국 뉴욕대(NYU) 한국동문회(회장 장대환)에서 주는 2009 올해의 자랑스러운 NYU 동문상'을 수상했다.(2009년 신설)
2011년 3월 산은금융그룹(산은금융지주) 회장 겸 산업은행 행장에 취임하였다.

### 부가가치세 실무자
재무부에 세제국 사무관으로 근무하던 시절 강만수는 1977년 부가가치세를 신설하는 실무자였다.

### 기타 주요이력
- 재무부: 금융ㆍ부동산 실명제 도입, 금융시장 자율화와 개방 등을 담당.
- 관세청:청장 재직
- 통상산업부: 차관 재직
- 재정경제원: 차관으로 재직시 IMF사태가 발발하여, 지원자금 협상과 금융감독ㆍ중앙은행제도 개편 등 참여.
- 한국무역협회:상근부회장직을 맡아 김재철 회장(현 동원그룹 회장)과 함께 활동.
- 서울시정개발연구원: 원장으로 청계천 복원, 대중교통체계개편 등 주요 프로젝트의 연구에 참여.

## 기획재정부 장관
2008년 2월 29일~2009년 2월 9일 재정경제부와 기획예산처가 통합된 기획재정부의 초대 장관으로 이명박 정부의 첫 경제 수장을 맡았다. 이명박 정부의 경제 모토인 '대한민국 747'(연간 7% 성장, 10년 내 1인당 국민소득 4만 달러, 세계 7대 강국 달성)비전 기획을 주도 하였으며 당선 직후 출범한 대통령직 인수위원회에서는 경제 1분과 간사를 맡아 새 정부의 경제 정책도 짰다. 2009년 2월 개각으로 기획재정부 장관에서 물러난 뒤 2009년 2월 12일 대통령 직속 국가경쟁력강화위원회 위원장(장관급)에 취임했다.
강 위원장은 2009년 뉴욕대학교(NYU) 한국동문회(회장 장대환)로부터'2009 올해의 자랑스러운 NYU 동문상'을 받았다. 동문회는 "글로벌 경제위기에 맞서 선제적이며 과감한 대응책 추진을 통해 경제협력개발기구(OECD) 국가 중 가장 빠른 경제회복세를 기록하는데 공헌했다"고 선정 이유를 밝혔다.

### 환율정책
- 정부의 적극적 개입을 통한 환율 정책을 주장한다.[12] 당시 고환율 정책을 추진해 수입물가를 상승시켜 서민경제에 타격을 주었다는 비판을 받아[13] 이명박대통령과 함께 리만브라더스라고 불리기도 했다.[14]

### 감세정책

#### 소득세
- 취임 후 첫 공식 브리핑에서 "우리나라에서는 근로소득세를 내지 않는 사람들이 많기 때문에 소득세 면세점을 상향 조정하기보다는 세율을 낮추는 쪽으로 근로소득세 부담을 조정할 것"이라고 인하 방침을 밝혔다.[15]

#### 상속세
- 취임 후 첫 공식브리핑에서 "상속세는 폐지하느냐 마느냐 보다 세율 등을 어떻게 (조정)하느냐가 더 중요하다"며 상속세율 인하를 검토 중임을 시사했다. 앞서 공식브리핑 자리에서 "앞으로 상속세를 두는 나라는 자본도피를 견디지 못할 것"이라는 국제통화기금측의 권고를 소개한 바 있다.[15]

#### 법인세
- 취임 후 첫 공식브리핑에서 기업의 투자 증대를 위해 법인세 인하 방침을 밝힌데 이어 전국 세무관서장 회의에서 주변경쟁국에 비해 높은 수준의 법인세를 지속적으로 낮추겠다고 발언했다.[16] 2008년 6월 4일에는 기획재정부는 법인세율을 인하하고 과세표준 기준금액을 상향 조정하는 법인세법 일부계정법률안[17]과 중소기업을 위한 최저한세율 조정하는 조세특례제한법 일부개정법률안[18]을 입법 예고했다.
- 법인세 인하 방침에 대해 투자 활성화를 유도하는 효과가 있지만 재정건전성이 악화될 수 있다는 지적이 있다.[19] 또한 재벌, 고소득층만 해택이 돌아간다는 비판에 대해 "대기업이 세금을 많이 내기 때문에 세금 경감시 혜택을 많이 보는 것은 당연하다"고 반박했다.[20]

#### 종합부동산세
- 강만수는 종합부동산세는 헌법정신에 어긋나는 과도한 세금, 이란 신념을 가지고 있으며 재직시 종부세 완화를 적극적으로 추진하였다.

## 이명박과의 관계
제17대 대통령 이명박과 1981년 소망교회에서 처음 만났다. 장로인 이명박은 소망교회 창립 때부터 활동하였는데 두 사람이 본격적으로 인연을 맺기 시작한 것은 2000년 강만수가 한나라당 미래경쟁력위원회 위원으로 활동하면서이다. 이 위원회의 위원장은 이명박이었다. 이명박이 서울시장에 재직하던 시절인 2005년 8월 강만수는 서울시정개발연구원 원장에 기용되었다. 2008년 강만수가 모친상을 당하였을 때, 이명박이 대통령 신분임에도 조문을 와 두 사람의 깊은 관계를 엿볼 수 있다.

## 저서
- 《한국을 위한 새로운 자금원으로서의 양키본드》(Yankee Bonds as a New Financing Source for Korea) - 석사논문
- 《현장에서 본 한국경제 30년》 삼성경제연구소, 2005년, ISBN 89-7633-257-1

## 미디어에서
- 조우진 - 2018년 영화 《국가부도의 날》[23]

## 같이 보기
- 이명박 정부
- 기획재정부
- 모피아